# Eulechria xeropterella
Eulechria xeropterella là một loài bướm đêm thuộc họ Oecophoridae. Nó được tìm thấy ở Lãnh thổ Thủ đô Úc, New South Wales, Queensland, Victoria và Tasmania.
Adults have buff forewings, each with a broken brown line from base to margin.